# Federația Europeană de Handbal
Federația Europeană de Handbal (EHF) este forul ce organizează și conduce handbalul european. Fondată la 17 noiembrie 1991, este formată din 50 de federații membre și două federații asociate (Anglia și Scoția) și are sediul în Viena, Austria.

## Istoric
EHF a fost fondată în 17 noiembrie 1991 la Berlin, Germania, deși primul Congres EHF s-a reunit la 5 iunie 1992 și a stabilit sediul central al EHF la Viena, Austria de la 1 septembrie acel an. În 2012, EHF a sărbătorit 20 de ani de când și-a deschis porțile. În anii următori, numărul țărilor membre s-a extins de la 29 inițial la numărul actual de 50, după ce Kosovo a devenit membru cu drepturi depline la Congresul EHF de la Dublin, Irlanda, în septembrie 2014. EHF își reprezintă membrii în dezvoltarea sportului atât în ceea ce privește talentul de bază, cât și creșterea comercială. Evenimentele organizate de EHF, cum ar fi Campionatele Europene de handbal masculine și feminine și Liga Campionilor EHF, contribuie la venituri majore, în timp ce inițiativele precum beach handball-ul și handbalul la școală extind atracția sportului.

## Președinți
| No | Nume              | Mandat                                |
| -- | ----------------- | ------------------------------------- |
| 1  | Staffan Holmqvist | 17 Noiembrie 1991 – 18 Decembrie 2004 |
| 2  | Tor Lian          | 18 Decembrie 2004 – 22 Iunie 2012     |
| 3  | Jean Brihault     | 22 Iunie 2012 – 17 Noiembrie 2016     |
| 4  | Michael Wiederer  | 17 Noiembrie 2016 – prezent           |

## Secretari generali
| No                                                      | Nume               | Mandat                                |
| ------------------------------------------------------- | ------------------ | ------------------------------------- |
| 1                                                       | Michael Wiederer   | 1 Septembrie 1992 – 17 Noiembrie 2016 |
| Post vacant din 17 Noiembrie 2016 până la 1 August 2017 |                    |                                       |
| 2                                                       | Martin Hausleitner | 1 August 2017 – prezent               |

## Comitetul Executiv
Comitetul Executiv al EHF pentru perioada 2021-2025:
| Reprezentare                                       | Nume                         |
| -------------------------------------------------- | ---------------------------- |
| Președinte                                         | Michael Wiederer             |
| Vicepreședinte                                     | Predrag Bošković             |
| Vicepreședinte Finanțe                             | Henrik La Cour Laursen       |
| Președintele Comisiei de Competiții                | Božidar Đurković             |
| Președintele Comisiei Metodice                     | Pedro Sequeira               |
| Președintele Comisiei de Beach Handball            | Gabriella Horváth            |
| Membri executivi                                   | Stefan Lövgren               |
| Membri executivi                                   | Francisco V. Blázquez García |
| Membri executivi                                   | Franjo Bobinac               |
| Reprezentant suplimentar                           | Bente Aksnes                 |
| Reprezentantul Consiliului de Handbal Profesionist | Gerd Butzeck                 |
| Reprezentantul Consiliului de Handbal Feminin      | Nodjialem Myaro              |
| Reprezentantul Consiliului Națiunilor              | Urmează să fie anunțat       |

## Membri afiliați
| - Albania - Andorra - Armenia - Austria - Azerbaidjan - Belarus - Belgia - Bosnia și Herțegovina - Bulgaria - Croația - Cipru - Cehia - Danemarca | - Estonia - Insulele Feroe - Finlanda - Franța - Georgia - Germania - Regatul Unit - Grecia - Ungaria - Irlanda - Islanda - Israel - Italia | - Letonia - Kosovo - Liechtenstein - Lituania - Luxemburg - Republica Moldova - Macedonia de Nord - Malta - Muntenegru - Monaco - Țările de Jos - Norvegia - Polonia | - Portugalia - România - Rusia - Slovenia - Serbia - Elveția - Slovacia - Spania - Suedia - Turcia - Ucraina |

Federații asociate
- Scoția
- Anglia

## Competiții

### Masculin
- Liga Campionilor EHF Masculin

- Cupa Cupelor EHF Masculin

- Cupa EHF Masculin

- Cupa Challenge EHF Masculin

- Trofeul Campionilor EHF Masculin

- Campionatul European de Handbal Masculin

### Feminin
- Liga Campionilor EHF Feminin

- Cupa Cupelor EHF Feminin

- Cupa EHF Feminin

- Cupa Challenge EHF Feminin

- Trofeul Campionilor EHF Feminin

- Campionatul European de Handbal Feminin

## Competiții EHF

### Campionatele Europene de Handbal
Campionatul European de Handbal Masculin și Campionatul European de Handbal Feminin sunt evenimentele emblematice ale echipelor naționale, organizate de Federația Europeană de Handbal, și se clasează printre principalele evenimente sportive de interior de pe piața sportivă internațională. Jucate pentru prima dată în 1994, Campionatele Europene EHF au avut loc în țările gazdă de pe continent pe o bază bienală, cu evenimentul masculin organizat în ianuarie și cel feminin în decembrie.
Campionatul European de Handbal Masculin din 2012, desfășurat în Serbia, a atras o audiență globală globală de 1,47 miliarde de TV și a fost transmis de 75 de radiodifuzori în peste 200 de teritorii. Un record de 302.688 de spectatori au participat la meciurile desfășurate în cinci orașe diferite din Serbia. 
Campionatul European de Handbal Masculin 2014 din Danemarca a stabilit un nou record de participare cu 316.000 de spectatori.
Campionatul European de Handbal Feminin 2014 din Ungaria și Croația a obținut o audiență cumulată de 723 milioane, cel mai mare număr de telespectatori din istoria campionatelor europene de handbal. Rezultatul marchează nu numai o creștere de 90% față de ediția din 2012 (380 de milioane), dar depășește semnificativ recordul anterior stabilit în 2006 (461 de milioane). În ceea ce privește orele de difuzare, rezultatele au fost la fel de remarcabile. Cu 1.919 de ore de difuzare, turneul și-a confirmat în continuare tendința ascendentă printr-o urcare impresionantă de 65% (758 de ore) față de 2012. Per total, turneul a fost difuzat în 145 de țări.

### Liga Campionilor EHF
Liga Campionilor EHF a fost lansată în sezonul 1993/94 atât pentru echipele masculine, cât și pentru cele feminine. Competiția s-a dezvoltat considerabil de-a lungul anilor, odată cu introducerea unei suprafețe de joc deosebite, de culoarea lagunei albastre și negru în sezonul 2007/08, crearea unei mingi „Liga Campionilor EHF”, precum și modificări ale formatului competiției, care a presupus introducerea unui sistem eliminatoriu, începând cu faza optimilor, și a VELUX EHF FINAL4 în sezonul 2009/10. De la începutul sezonului 2011/12, grupul VELUX și-a adăugat numele la competiția masculină ca sponsor de titlu, iar competiția a devenit Liga Campionilor VELUX EHF. Cel de-al 20-lea sezon jubiliar (2012/13) a venit cu o nouă identitate corporativă și o siglă. Competiția feminină a introdus turneul Final4 pentru prima dată în sezonul 2013/14 și a adăugat etapa sfertului de finală în ediția următoare.

### Cupele Europene EHF
Peste 250 de cluburi participă în Cupele Europene EHF, care includ Liga Europeană EHF și Cupa Europeană EHF. Sezonul 2012/13 a cunoscut o schimbare a competițiilor Cupei Europene masculine, odată cu combinarea Cupei EHF și Cupei Cupelor pentru a deveni pur și simplu „Cupa EHF”. Schimbarea a fost introdusă pentru a crea un sistem de competiție pe trei niveluri, cu Liga Campionilor VELUX EHF în frunte, urmată de Cupa EHF și apoi Cupa Challenge. Aceeași fuziune este planificată pentru sezonul 2016/17 în competițiile feminine. EHF administrează în fiecare an peste 730 de meciuri între cluburile europene, care au loc pe întreg continentul.

### Beach handball
Beach handball-ul a luat naștere pe plajele Italiei în anii 1990 și s-a impus ca un sport de sine stătător în cadrul EHF cu organizarea European Beach Tour și a Campionatelor Europene pentru bărbați, femei și categorii de vârstă inferioare. Primele campionate europene de beach handball s-au desfășurat în 2000 la Gaeta (Italia), iar cel mai recent a avut loc la Lloret de Mar (Spania) în vara anului 2015. Beach handball-ul este un sport al Jocurilor Mondiale, începând cu anul 2009. Se vor desfasura, de asemenea, în premieră la Jocurile Olimpice de Tineret din Buenos Aires.

## Dezvoltare
EHF are o serie de proiecte și inițiative prin care sprijină dezvoltarea sportului în general și, de asemenea, în cadrul federațiilor membre. Acestea includ:
- Convenția Rinck: numită după membru de onoare EHF și fost președinte al Comisiei Metodice EHF, Claude Rinck. Scopul său este recunoașterea reciprocă a standardelor și certificatelor în domeniul educației antrenorilor de handbal în Europa prin păstrarea și protejarea caracteristicilor regionale și naționale ale educației antrenorilor, pentru a facilita admiterea directă la muncă ca antrenor de handbal, în fiecare federație care este membru semnatar.

- Proiecte SMART: proiecte pe termen scurt în federațiile membre cu scopuri și obiective specifice; include suport material, coaching și suport tehnic.

- Proiecte Foster: acorduri de cooperare între federații; de obicei între națiunile de top și cele emergente pentru a sprijini progresul dezvoltării handbalului.

- Programul de sprijinire a infrastructurii (ISP): proiecte pe termen mai lung, în parteneriat cu federațiile membre; oferirea unei finanțări parțiale a salariilor membrilor personalului, cum ar fi ofițerii de dezvoltare pentru a contribui la dezvoltarea capacităților în federațiile membre.